# Villa Piarotto
Villa Bon, Giustinian, Giustinian-Recanati, Piarotto è una villa veneta di Mirano in provincia di Venezia.
Sorge poco più a nord del centro, di fronte a villa Morosini "XXV Aprile".

## Storia
Il complesso ha origini cinquecentesche, ma ha subito rimaneggiamenti e ampliamenti nel Seicento e nel Settecento. È raffigurato in un affresco di Giuseppe Borsato del 1803 conservato a palazzo Giustinian Recanati, il che ha permesso di ricostruire le modifiche che ha subito nel corso degli ultimi due secoli.
I primi proprietari di cui si ha notizia, nel 1619, sono i Bon i quali, forse, ne furono i costruttori; più tardi passo ai Giustinian, detti in seguito Giustinian Recanati. Dal secondo dopoguerra appartiene ai Piarotto.

## Descrizione
Grazie agli accurati e costanti interventi condotti dagli attuali proprietari, sia gli edifici che il parco si presentano in ottimo stato di conservazione.
La casa padronale è un edificio a pianta quadrata affiancato da due piccole ali, adiacenti ma leggermente in modo da dare maggior risalto al corpo centrale. Il fronte principale si rivolge, come di consueto, a sud e si organizza in tre partiti. Quelli laterali sono più semplici, ma non per questo poveri, e si caratterizzano per la presenza di finestre assai elaborate, coronate da trabeazione al piano terra e da timpani triangolari al piano nobile; queste ultime sono ulteriormente arricchite con cornici a bugnato e corrispondono, nella fascia sottogronda, a finestrelle sviluppate in larghezza.
Fulcro della facciata è però la fascia centrale. Quattro lesene bugnate delimitano il portale d'ingresso, accessibile mediante una breve scalinata di andamento curvilineo. Ad esse corrispondono i pilastri e le colonne ioniche del primo piano che formano una loggia con balaustrata di ispirazione palladiana. Il partito è coronato da un timpano pseudo-trabeato; in origine, esso era racchiuso da un ulteriore frontone più ampio recante lo stemma dei Giustinian; attualmente risulta sormontato da un corpo con funzioni di abbaino, sormontato da elementi curvilinei terminanti al centro con un vaso acroteriale; ai lati si innesta alla facciata mediante volute.
Gli interni sono organizzati secondo uno schema a T con due stanze perpendicolari fra loro. Il salone del piano nobile è ornato sul soffitto da un ciclo di affreschi che in origine proseguiva anche sulle pareti; i dipinti sono a tema mitologico e sono incorniciati da finte architetture; si aggiungono poi dei finti loggiati da cui figure femminili osservano i visitatori dall'alto, chiaro rimando alla loggia della facciata.
Dei rustici va citata la barchessa, saldata sul lato est della casa padronale. Pur essendo più tarda, si inserisce perfettamente nel complesso grazie alla ripresa di alcuni elementi, in particolare quelli della fascia di sottogronda.
Sul lato opposto, invece, si colloca l'oratorio di San Giovanni Battista. Presenta la facciata incorniciata da paraste coronata da un timpano triangolare dentellato. All'interno è esposto il Battesimo di Cristo, pala di un anonimo cinquecentesco di scuola veneta.